# Muaná (kommun)
Muaná är en kommun i Brasilien.   Den ligger i delstaten Pará, i den nordöstra delen av landet, 1 600 km norr om huvudstaden Brasília. Antalet invånare är 34 237. Muaná ligger på ön Ilha de Marajó.
Följande samhällen finns i Muaná:
- Muaná

I omgivningarna runt Muaná växer i huvudsak städsegrön lövskog. Runt Muaná är det mycket glesbefolkat, med 6 invånare per kvadratkilometer.